# Gombo (Poli)
Pour les articles homonymes, voir Gombo (homonymie).
Gombo est un village du nord du Cameroun, situé dans la région du Nord. Il fait partie du département du Faro, un des quatre départements de cette région. Administrativement, il est intégré à la commune de Poli, chef-lieu du Faro, et au lamidat de Godé.

## Population
Lors du recensement de la population réalisé par le Bureau central des recensements et des études de population (BUCREP) en 2005, Gombo comptait 220 habitants.